# شی‌هه

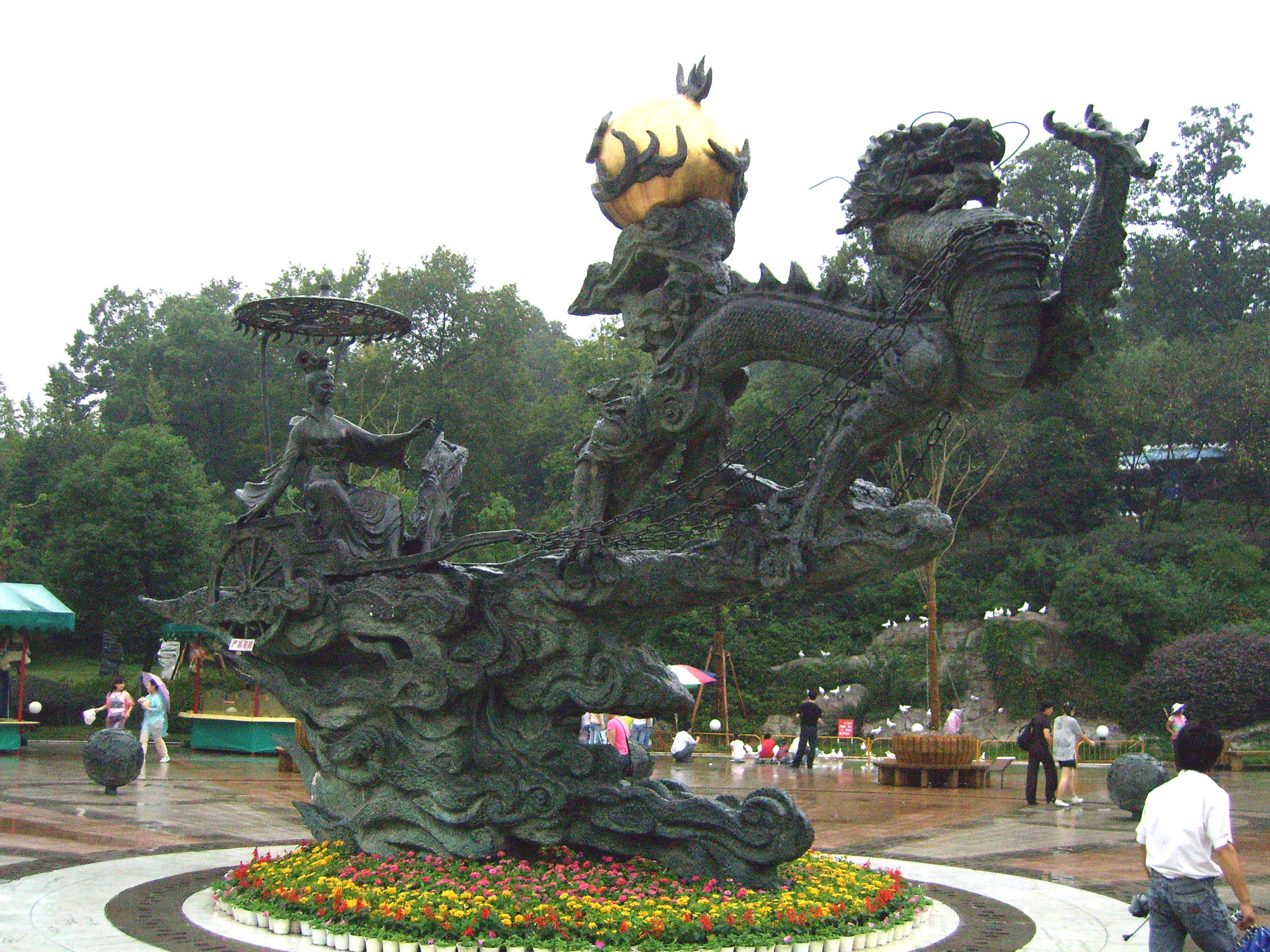
تندیس ایزدبانوی شی‌هه واقع در هانگژو

شی‌هه (به چینی: 羲和) (آمیزهٔ نَفَس) در اسطوره‌شناسی چین ایزدبانوی خورشید و روشنایی بود. او در کنار چانگ‌شی، یکی از همسران دی جون به‌شمار می‌رود. او مادر ده خورشید در آسمان به شکل پرنده سه‌پا بود که بر روی درخت توت فوسانگ زندگی می‌کردند. او به عنوان مادری مهربان، هر روز فرزندانش را می‌شست و آن‌ها را به محل خوابشان بر روی درخت غول‌پیکر فو سانگ قرار می‌داد. در هر روز یکی از پرنده‌های خورشید فقط باید بوسیلهٔ ارابه‌ای که توسط شی‌هه کشیده می‌شد در گردش باشد و بدرخشد (یک هفته در چین باستان متشکل از ده روز بود). با گذشت زمان ده خورشید مزبور از این نظم رنجیدند پس تصمیم گرفتند که همه در یک روز بر درخت فو سانگ ظاهر شوند. این مسئله باعث به وجود آمدن موج گرمای شدیدی شد و به زودی خشکسالی به ساکنان جهان روی کرد. تیرانداز ایزدی «یی»، نه تای آن‌ها را از درخت فو سانگ فرو افکند و تنها یکی ماند تا به‌طور روزمره جهان را نور بخشد. بر طبق روایات شی‌هه مسئول مستقیم فصل‌های سال، و کسی بود که تقویم را ایجاد کرد.